# Time (film)
Time (hangŭl: 시간; latinizzazione riveduta della lingua coreana: Shi gan) è un film del 2006, scritto e diretto da Kim Ki-duk.

## Trama
Seh-hee e Ji-woo stanno insieme da due anni e sono profondamente innamorati, ma a causa del lento scorrere del tempo Seh-hee comincia a diventare ansiosa e preoccupata, temendo che Ji-woo si possa stancare di lei. Così diventa isterica ogni volta che vede Ji-woo prestare anche la più piccola attenzione alle altre donne. Un giorno Ji-woo non riesce a fare l'amore con lei, e vi riesce solo quando Seh-hee gli propone di immaginare un'altra donna. Ora Seh-hee è ansiosa e frustrata, oltre ad essere dispiaciuta che il suo volto sia sempre uguale e che il suo aspetto non possa dare al compagno un'impressione nuova ogni volta che si incontrano. Dal canto suo, Ji-woo ritiene che la proposta di Seh-hee di pensare a un'altra donna quando fanno l'amore sia fuori luogo.
Il giorno seguente, Seh-hee sparisce. Ji-woo non riesce a trovarla da nessuna parte e il suo cellulare è sempre spento. Mentre Ji-woo soffre per la scomparsa della ragazza, lei in segreto si reca da un chirurgo plastico. Nonostante il dottore tenti di dissuaderla, Seh-hee decide di cambiare completamente il suo aspetto.
Quando Ji-woo si reca al parco delle sculture, situato in un'isola dove andava con Seh-hee per fare delle foto, incontra sul suo cammino una donna, che indossa degli enormi occhiali da sole e una maschera che le copre il viso. Anche così, lei lo intriga, ma quando Ji-woo cerca di seguirla improvvisamente scompare. Ji-woo conosce diverse altre donne, ma ogni volta che è sul punto di passare all'azione con loro, si frappone sempre un ostacolo. In qualche occasione, alle donne viene intimato di allontanarsi, mentre in altre una pietra rompe le finestre della stanza d'albergo in cui Ji-woo si appresta a copulare.
Un giorno Ji-woo conosce un'attraente cameriera in un bar dove andava regolarmente con Seh-hee. Con sua grande sorpresa scopre che il nome della cameriera, See-hee (새희?), è molto simile a quello di Seh-hee (세희?). Ji-woo incontra nuovamente See-hee sull'isola, quando vi si reca alcuni giorni dopo. Ji-woo è grato a See-hee, perché riesce a fargli provare delle sensazioni nuove. See-hee è felice di sentire questa osservazione e gli chiede cosa farebbe se Seh-hee tornasse. Ji-woo, con grande onestà, risponde di non saperlo, e la notte stessa See-hee, che in realtà è la sua vecchia fidanzata Seh-hee, scrive una lettera che recapiterà alcuni giorni più tardi a Ji-woo, in cui Seh-hee gli scrive di voler tornare con lui. Dopo aver riflettuto profondamente, Ji-woo decide di tornare da Seh-hee rompendo con See-hee, che manifesta in maniera violenta il suo dispiacere, urlando e maledicendolo, e spingendo Ji-woo a lasciarla in maniera brusca.
Quando Ji-woo si reca al bar per incontrare Seh-hee, trova See-hee che indossa una maschera, realizzata utilizzando una foto del volto di Seh-hee. Ji-woo può così vedere il viso di See-hee nello spazio che c'è tra il suo volto e la foto. E così finalmente la verità gli è chiara: la donna sull'isola e See-hee, sono in realtà Seh-hee. Lei gli rivela di aver fatto tutto questo perché lo ama follemente: vuole amarlo ed essere amata per sempre cambiando la sua immagine e apparendogli continuamente come una donna diversa. Offeso e sconvolto, Ji-woo l'abbandona. See-hee lo segue, ma lui scompare.
Ji-woo si reca dal chirurgo plastico che ha operato Seh-hee, perché anche lui vuole sottoporsi ad un'operazione. Alcuni mesi più tardi, il dottore rivela a See-hee che Ji-woo le si presenterà con un volto completamente diverso, perché lui l'ama ancora. Da quel momento, ogni volta che See-hee incontra un ragazzo, si chiede se non si tratti di Ji-woo. Passa così da un uomo all'altro, finché finalmente le appare qualcuno che assomiglia a Ji-woo. Ma quando i due fanno l'amore, l'uomo confessa di non essere Ji-woo. See-hee, disperata, inizia a correre dietro a ogni uomo che vede. Quando un uomo che insegue, convinta che sia Ji-woo, viene investito da una macchina e muore, lei, disperata, decide di sottoporsi ad una nuova operazione. Ma, questa volta, vuole che nessuno la riconosca.

## Il film
Time è il tredicesimo progetto che Kim Ki-duk dirige nella sua carriera e arriva dopo una pausa di un anno rispetto alla sua ultima pellicola, L'arco. In questo film Kim rinnova il sodalizio con la società giapponese Happinet Pictures, che cofinanzia il film, dopo aver iniziato a collaborare con il regista nel 2004, producendo Ferro 3 - La casa vuota e L'arco. Visto che il regista è noto per la sua prolificità e la sua accuratezza, la sosta di un anno ha aumentato la curiosità e le attese nei confronti del suo lavoro successivo.
Per il nuovo progetto, che presenta un numero maggiore di dialoghi e di personaggi rispetto alle sue precedenti opere, Kim ha reclutato degli attori di talento. Sung Hyun-ah è stata scelta per il ruolo di Seh-hee, il personaggio principale, in continuo cambiamento. A fianco della Sung, Kim Ki-duk ha scelto Ha Jung-woo, che si è conquistato una notorietà mondiale per la sua partecipazione al film del 2005 The Unforgiven (Yongseobadji mothan ja).
In questo film, Kim Ki-duk si interroga sulle basi fondamentali dell'amore e della natura umana. Il regista affronta infatti i dubbi e l'angoscia di una donna, legati all'amore che prova verso il suo compagno: "Ci ameremo per tutta la vita? Con il passare del tempo, non si stancherà di vedermi?". Il film descrive in maniera delicata il rapporto che esiste tra il tempo e le relazioni umane, e i cambiamenti che avvengono nella relazione stessa. Per esplorare il conflitto umano causato dallo scorrere del tempo, il personaggio femminile della pellicola utilizza un metodo decisamente estremo, ossia cambiare il suo volto e il suo corpo per continuare ad essere amata dall'uomo che adora. Il tema delle relazioni umane, che il regista ha già affrontato con curiosità e interesse in passato, viene così esaltato e mostrato da un punto di vista molto originale.